# Jong Su-hyon
Jong Su-hyon (koreanisch 종수현; * 10. Oktober 1996) ist eine nordkoreanische Eishockeyspielerin.
Sie vertrat die nordkoreanische Frauennationalmannschaft bei den Weltmeisterschaften der Jahre zwischen 2016 und 2019 der Division IIA.
Bei den Olympischen Winterspielen 2018 in Pyeongchang bildeten Nord- und Südkorea eine gemeinsame Eishockeymannschaft der Frauen. Jong Su-hyon gehörte als eine von zwölf Nordkoreanerinnen zum 35-köpfigen Kader.
Bei der Weltmeisterschaft 2024 war Jong Spielführerin der nordkoreanischen Mannschaft.